# Langtang Ri
Langtang Ri é uma montanha no Langtang Himal, no Himalaia, com 7205 metros de altitude e 650 metros de proeminência topográfica. É a 106.ª mais alta montanha do mundo e fica na fronteira entre a Zona de Bagmati do Nepal e a Região Autónoma do Tibete, República Popular da China, sendo parte de um grupo de altas montanhas que inclui o Shishapangma (8013 m) e o Porong Ri (7292 m).
O Langtang Ri foi escalado pela primeira vez em 10 de outubro de 1981 por uma expedição japonesa.